# Otto III van Weimar-Orlamünde
Otto III van Weimar-Orlamünde (circa 1244 - juni 1285) was van 1247 tot 1278 graaf van Weimar-Orlamünde en van 1278 tot 1285 graaf van Weimar. Hij behoorde tot het huis Ascaniërs.

## Levensloop
Otto III was de tweede zoon van graaf Herman II van Weimar-Orlamünde en Beatrix van Andechs-Meranië, dochter van hertog Otto I van Meranië. Na de dood van zijn vader in 1247 erfden Otto III en zijn oudere broer Herman III het graafschap Weimar-Orlamünde. In 1248 erfden beide broers eveneens de Frankische bezittingen van hun oom langs moederkant Otto II. Otto III en Herman III resideerden in het kasteel Plassenburg in Kulmbach.
In 1278 verdeelden Otto en Herman hun gezamenlijke bezittingen: Otto III kreeg het graafschap Weimar en het kasteel Plassenburg, terwijl Herman III het graafschap Orlamünde behield. In 1279 stichtte Otto de Abdij van Himmelskron. Na zijn dood in 1285 werd hij begraven in de kerk van deze abdij.

## Huwelijk en nakomelingen
Otto III was gehuwd met Agnes van Truhendingen (overleden in 1285). Ze kregen volgende kinderen:
- Otto IV (overleden in 1318), graaf van Weimar
- Herman IV (overleden in 1319), graaf van Weimar
- Otto V (overleden in 1315)
- Agnes (overleden in 1354), abdis in de Abdij van Himmelskron